# Clemensia centralis
Clemensia centralis är en fjärilsart som beskrevs av George Francis Hampson 1900. Clemensia centralis ingår i släktet Clemensia och familjen björnspinnare. Inga underarter finns listade i Catalogue of Life.